# الکساندر برکلی
الکساندر برکلی (انگلیسی: Alexander Barclay; c. 1476 – ۱۰ ژوئن ۱۵۵۲ (aged c. 75)) یک شاعر بود.